# Gelbstirngirlitz
Der Gelbstirngirlitz (Serinus flavivertex), Syn. Crithagra flavivertex, zählt innerhalb der Familie der Finken (Fringillidae) zur Gattung der Girlitze (Serinus).
Die Art wurde früher als konspezifisch mit dem Gelbscheitelgirlitz (S. canicollis) angesehen und als Serinus canicollis flavivertex bezeichnet.
Der Vogel kommt in Ostafrika als Brutvogel vor.
Der Lebensraum umfasst Bergwald, Lichtungen, Waldränder, Ackerland, Bambuswälder, Moore, buschbestandene Savannen von 1400 bis 4300 m Höhe.
Der Artzusatz kommt von lateinisch flavus ‚gelb‘ und lateinisch vertex ‚Scheitel‘.

## Merkmale
Die Art ist 11–13 cm groß und wiegt 12–17 g. Dieser kleine, schlank wirkende Girlitz hat einen langen Schwanz und zwei hellgelbe Flügelbinden. Beim Männchen ist die Stirn und Kopfkappe gold-gelb und wird am Nacken schmutzig grünlich. Das Gesicht ist gelb mit oliv-grünen Zügeln und Ohrdecken, dazu kommt ein schmaler gelblich-grauer Augenstreif, der sich hinter dem Auge zu einem oliven Fleck aufweitet.
Die Oberseite ist hell olivgrün, schwärzlich-braun gestrichelt, der besonders im Flug gut sichtbare Bürzel und die Oberschwanzdecken sind hell grünlich-gelb, der Schwanz ist schwärzlich mit schmalen grünlich-gelben Rändern. Die Flügel sind schwarz mit breiten gelben Spitzen an den mittleren und großen Armdecken, die zwei Binden ergeben. Die Schirmfedern haben gelbe Fransen, die mittleren Handschwingen haben helle gelbe Ränder und ergeben zusammen den Flügelspiegel im Sitzen. Die Unterseite ist überwiegend hell gelb, mitunter etwas grünlich an den Brustseiten überhaucht. Unterer Bauch bis Unterschwanzdecken ist weißlich. Die Iris ist braun, der Schnabel an der Oberseite schieferfarben, unten blass braun. Die Beine sind fleischfarben bis schwärzlich.
Das Weibchen ist blasser, grünlicher, an Stirn und Überaugenstreif matt gelblich, die Schwanzspitzen sind grünlich-gelb, die Unterseite trägt eine dunkel-weiße Strichelung an den Flanken und Brustseiten. Jungvogel gelbbraun mit ausgedehnter dunkler Strichelung oben, der Schwanz ist dunkel-braun, gelblich berandet, die Flügeldecken sind an der Basis dunkelbraun und haben breite helle oder gelbbraune Spitzen. Das Gesicht  ist gelblich-braun, die Unterseite blass gelblich, dunkel-braun gestrichelt. Der Schnabel ist dunkel hornfarben, an der Basis des Unterschnabels blasser.
Die Art unterscheidet sich vom Mosambikgirlitz (Crithagra mozambica) und vom Weißbauchgirlitz (Crithagra dorsostriata) durch das Verteilungsgebiet in unterschiedlichen Höhenlagen, auch durch schwarz/gelbe Flügel, durch längeren Schwanz und fehlende schwarze Zügel.

## Geografische Variation
Es werden folgende Unterarten anerkannt:
- S. f. flavivertex (Blanford, 1869), Nominatform – Eritrea, Äthiopien, Südsudan, Kenia und Tansania
- S. f. sassii Neumann, 1922 – Uganda, Demokratische Republik Kongo, Tansania und Malawi, als Irrgast in Sambia, etwas kleiner, Kopfkappe beim Männchen seitlich grünlich, Schwanz ganz gelb mit Ausnahme schwärzlicher Federschafte zentral und dunklen äußeren Rädern der Außenfedern; Weibchen hat mehr schwärzlich-braune Steuerfedern mittig mit gelblichen Rändern
- S. f. huillensis Sousa, 1889 – Hochland von Zentralangola, Kopf und Unterseite beim Männchen gold-gelb, Oberseite deutlicher gelb, ungestrichelt, Flugfedern schwarz, Armschwingen und Schirmfedern mit hell gelben Rändern[6]

## Stimme
Der Gesang wird als laute Folge musikalischer Triller beschrieben, an den des Stieglitz (Carduelis carduelis) erinnernd für bis 10 Sekunden ohne Pause, auch im Chor mit anderen Männchen und bei Balzflügen. Im Fluge ist ein kurzer schneller Triller mit etwa 5 relativ tiefen „tiriririr“ Lauten zu hören. Rufe werden als quengelndes „sweet“, „peet“ oder „sweet-peet“ beschrieben.

## Lebensweise
Die Art ist ein Teilzieher. Aus höheren Lagen in Kenia, Tansania und Malawi ziehen die Vögel außerhalb der Brutzeit in niedrigere Lagen.
Die Nahrung besteht hauptsächlich aus Pflanzensamen, gelegentlich auch aus kleinen Insekten, die gern in Trupps auf dem Boden oder in niedrigen Vegetationshöhe gesucht werden. Außerhalb der Brutzeit sind größere Schwärme zu sehen, die Art ist dann auch in gemischten Jagdgemeinschaften zu finden.
Die Brutzeit liegt hauptsächlich zwischen April und Juni sowie zwischen Oktober und Dezember. Die Art ist monogam. Das Weibchen baut das Nest in einer Astgabel 1–2,5 m über dem Boden. Das Gelege besteht aus 2–4 weißen oder grünlich überhauchten Eiern mit blass grauen und dunkelbraunen Flecken.

## Gefährdungssituation
Der Bestand gilt als „nicht gefährdet“ (least Concern).